# ديفيد فانتيربول
ديفيد فانتيربول (بالإنجليزية: David Vanterpool)‏ مواليد 31 مارس 1973 في دايتونا بيتش، هو لاعب كرة سلة أمريكي معتزل تحول إلى التدريب بعد الاعتزال بدأ مسيرته الاحترافية في سنة 1996 وهو مدرب مساعد لفريق بورتلاند ترايل بلايزرز في الرابطة الوطنية لكرة السلة. يبلغ طوله 6 قدم 5 بوصة (2.0 م). اعتزل اللعب في 2007.

## إحصائيات المسيرة

### الموسم الاعتيادي
| السنة   | الفريق         | لعب | بدأ | دقيقة | ميداني% | ثلاثية | حرة  | ارتداد | صنع | استلاب | تصدي | نقطة |
| ------- | -------------- | --- | --- | ----- | ------- | ------ | ---- | ------ | --- | ------ | ---- | ---- |
| 2000–01 | واشنطن ويزاردز | 22  | 0   | 18.7  | .418    | .000   | .600 | 1.7    | 3.0 | 1.0    | .1   | 5.5  |
| المسيرة |                | 22  | 0   | 18.7  | .418    | .000   | .600 | 1.7    | 3.0 | 1.0    | .1   | 5.5  |

## روابط خارجية
- ديفيد فانتيربول على موقع الدوري الأوروبي لكرة السلة (الإنجليزية)
- ديفيد فانتيربول على موقع إن بي أي (الإنجليزية)
- ديفيد فانتيربول على موقع سبورتس رفرنس (الإنجليزية)
- ديفيد فانتيربول على موقع كلية كرة السلة في سبورتس رفرنس.كوم (الإنجليزية)
- ديفيد فانتيربول على موقع ريلجم (الإنجليزية)
- ديفيد فانتيربول على موقع بروبوليرز (الإنجليزية)
- ديفيد فانتيربول على موقع سبورتس رفرنس (الإنجليزية)